# Padres Mártires
Padres Mártires är en ort i Mexiko.   Den ligger i kommunen Pueblo Nuevo och delstaten Guanajuato, i den centrala delen av landet, 260 km nordväst om huvudstaden Mexico City. Padres Mártires ligger 1 718 meter över havet och antalet invånare är 231.
Terrängen runt Padres Mártires är en högslätt. Runt Padres Mártires är det ganska tätbefolkat, med 199 invånare per kvadratkilometer. Närmaste större samhälle är Irapuato, 14,1 km norr om Padres Mártires. Trakten runt Padres Mártires består till största delen av jordbruksmark.